# Thorsten Erny

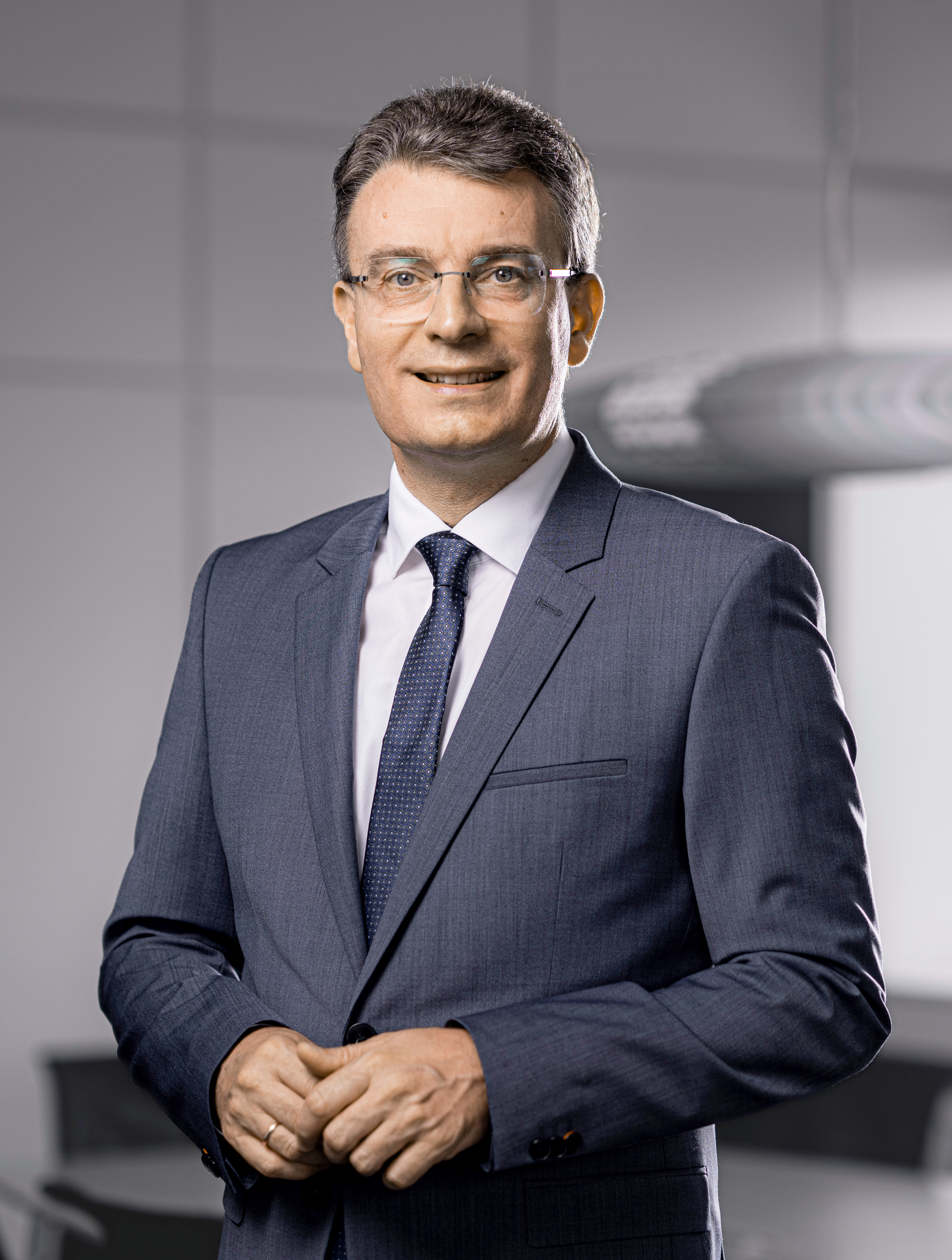
Thorsten Erny (2024)

Thorsten Erny (* April 1969 in Rust) ist ein deutscher Politiker (CDU). Seit 2024 ist er Landrat des Ortenaukreises. Zuvor war er von 2011 bis 2024 Bürgermeister von Gengenbach.

## Leben
Erny wuchs in Rust auf und besuchte die Schule in Ettenheim. Anschließend leistete er Wehrdienst in Achern. Nachdem er eine Ausbildung zum Bankkaufmann absolviert hatte, studierte er Wirtschaftswissenschaft an der Albert-Ludwigs-Universität Freiburg. Er schloss das Studium als Diplom-Volkswirt ab. Daraufhin arbeitet er fünf Jahre als Assistent der Geschäftsleitung des mittelständischen Unternehmens Schwarzwald Eisenhandel GmbH & Co. KG in Lahr. Zudem absolvierte er ein berufsbegleitendes Fernstudium beim Bundesverband Deutscher Stahlhandel, das er als Stahlhandelskaufmann abschloss. 2001 übernahm er als Geschäftsführer die Leitung des Unternehmens.
Erny ist verheiratet und hat zwei Söhne.

## Politik
Erny ist Mitglied der CDU. Von 1999 bis 2011 war er Mitglied des Gemeinderats von Rust, von 2004 bis 2011 als ehrenamtlicher stellvertretender Bürgermeister.
Am 20. Februar 2011 wurde Erny mit 50,4 Prozent der Stimmen im zweiten Wahlgang zum Bürgermeister von Gengenbach gewählt. Er trat das Amt am 1. Mai 2011 an. Am 3. Februar 2019 wurde er ohne Gegenkandidat mit 96,9 Prozent der Stimmen für eine zweite Amtszeit wiedergewählt. Von 2014 bis 2024 war er zudem Mitglied des Kreistags des Ortenaukreises, von 2022 bis 2024 als Vorsitzender der CDU-Fraktion.
Am 24. September 2024 wurde Erny mit 40 von 78 Stimmen vom Kreistag zum Landrat des Ortenaukreises gewählt. Er folgte auf Frank Scherer und trat das Amt am 1. November 2024 an.